# Projet Alf
Pour plus de détails, voir Fiche technique et Distribution.
Projet Alf (Project: ALF) est un téléfilm américain réalisé par Dick Lowry. C'est la suite de l'épisode final, "Le rideau est baissé" (1990), de la série télévisée Alf. Il fut diffusé aux États-Unis et au Canada le 17 février 1996
En Belgique a été diffusée en avril 1996 sur RTL-TVI, et en juillet 1996 sur Club RTL, en France le téléfilm a été diffusée en décembre 1996 sur La Cinquième, puis le 25 décembre 2002 sur TMC et en décembre 2003 sur M6. Rediffusion le 25 décembre 2006 sur NRJ 12, le 30 mars 2008 sur NT1, le 30 mars 2008 sur RTL9. Le téléfilm est sorti en DVD sous le titre Opération Alf en 2004.

## Synopsis
L'histoire commence là où la série s'était terminée, lorsque Gordon Shumway - mieux connu sous le nom de Alf, acronyme de "Alien Life Form" - est capturé par la Task Force Alien de l'US Air Force alors qu'il tente de quitter la Terre. Alf est alors enfermé à la base Edmonds, sous les ordres du colonel Milfoil (Martin Sheen). Ce dernier prévoit de tuer Alf pour les besoins d'un produit de beauté, en prenant soin de laisser une lettre mettant en cause son aide de camp, le lieutenant Reese (Scott Michael Campbell), comme bouc-émissaire.
Apprenant cela, deux scientifiques de l'US Air Force - le major Mellisa Hill (Jensen Daggett) et le capitaine Rick Mullican (William O'Leary) - décident d'aider Alf à s'échapper, et parviennent à se réfugier dans un motel.
La police et l'armée alertées, les trois fugitifs se tournent alors vers Dexter Moyers (Miguel Ferrer), un ancien scientifique de la NASA. Son idée est de révéler au monde entier l'existence de Alf. Cependant, Mélissa découvre que Moyers a comme plan secret de vendre Alf au plus offrant.

## Fiche technique
- Titre alternatif français : Le Projet Alf
- Réalisation : Dick Lowry
- Scénario : Tom Patchett et Paul Fusco
- Musique : Mark Snow
- Durée : 89 min

## Distribution
- Paul Fusco (VF: Roger Carel) : Alf
- William O'Leary (VF : William Coryn) : Capitaine Dr. Rick Mullican
- Jensen Daggett : Major Dr. Melissa Hill
- Martin Sheen (VF : Patrick Floersheim) : Colonel Gilbert Milfoil
- Miguel Ferrer : Dexter Moyers
- Scott Michael Campbell (VF : Daniel Lafourcade) : 2nd Lieutenant Harold Reese
- Beverly Archer : Dr. Carnage
- Charles Robinson : Dr. Stanley
- Liz Coke : Nina
- John Schuck (VF : Roger Lumont) : Général Myron Stone
- Markus Redmond : Sergent Rhomboid
- Erick Avari : Rocket (voix)
- Ed Begley Jr. (VF : Hervé Bellon) : Dr. Warner
- Ray Walston (VF : Pierre Baton) : Le Gérant du Motel
- W. Earl Brown : Ernie le chauffeur poids lourd
- Dell Yount : Dr. Mockton
- Michael Weatherred (VF : Bernard Soufflet) : Murphy
- Gregory Alan Williams : Officier de Police

## Autour du téléfilm
- Dans l'histoire, on apprend que la famille Tanner a quitté les États-Unis pour partir vivre en Islande. La raison officielle fait que, selon les dires du colonel Milfoil, le système scolaire de leurs enfants ne leur convenait plus. En réalité, les acteurs de la série n'ont pu reprendre leurs rôles du fait des cinq années séparant le dernier épisode de la série et le téléfilm (particulièrement Benji Gregory qui avait grandi).
- Beverly Archer est la seule actrice à la fois présente dans la série et dans le téléfilm. Elle joue le rôle de Madame Byrd dans la série Alf, mais un autre personnage, le docteur Carnage, dans le téléfilm.
- Martin Sheen a profité de son impeccable interprétation du colonel Milfoil pour ensuite décrocher le rôle du Président des États-Unis dans la série télévisée À la Maison-Blanche.